# シカゴ・カブス
シカゴ・カブス（英語: Chicago Cubs、略称: CHC）は、メジャーリーグベースボール（以下、MLB）ナショナルリーグ中地区所属のプロ野球チーム。本拠地はイリノイ州シカゴにあるリグレー・フィールド。

## 概要
現存するMLB球団の中で最古となる1870年にシカゴで創設され、シカゴから一度も移転していない球団である。MLB黎明期はナショナルリーグ優勝16回、ワールドシリーズ優勝2回を誇る強豪だったが、その後は長期に渡って優勝を果たせず、リーグ優勝は1945年から2016年まで71年間、ワールドシリーズ優勝に至っては1908年から2016年まで108年間遠ざかっていた。
2003年のフロリダ・マーリンズとのナショナルリーグチャンピオンシップシリーズ（NLCS）第6戦では、ワールドシリーズ進出まであとアウト5つまで迫りながら、ファウルボールを取ろうとしたファンの妨害が一因となり敗退。これは、かつて山羊を連れて観戦しようとしたところ入場を拒否された「ビリー・ゴートの呪い」ではないかと言われている。しかし、この呪いも2016年のリーグ優勝により解かれることになった。
MLB屈指の人気チームであり、人気面ではシカゴ・ホワイトソックス（アメリカンリーグ）を凌駕している。ホワイトソックスが市南部で人気があるのに対し、カブスは市北部での人気が高い。ナイトゲームの試合数が制限されるリグレー・フィールドをホームスタジアムとしながら安定した集客を誇っている。同地区のセントルイス・カージナルスと熾烈なライバル関係にあり、イリノイ州内の地域によってはホワイトソックスと共に人気を三分している。
本拠地球場のリグレー・フィールドは、ボストン・レッドソックスのフェンウェイ・パークに次ぎ、MLBで2番目に古い球場として有名。外野フェンス全体を覆うツタが名物となっており、これは1937年に当時のオーナーであるビル・ベックが考案したものである。
MLBではナイターが1935年に初めて開催された一方、リグレー・フィールドでは当時のオーナーの意向でデイゲームしか開催されず、初めてのナイターは1988年のことだった。
2008年4月23日にサンフランシスコ・ジャイアンツに次いでMLB通算10,000勝に到達。

## 球団の歴史

### 球団創設

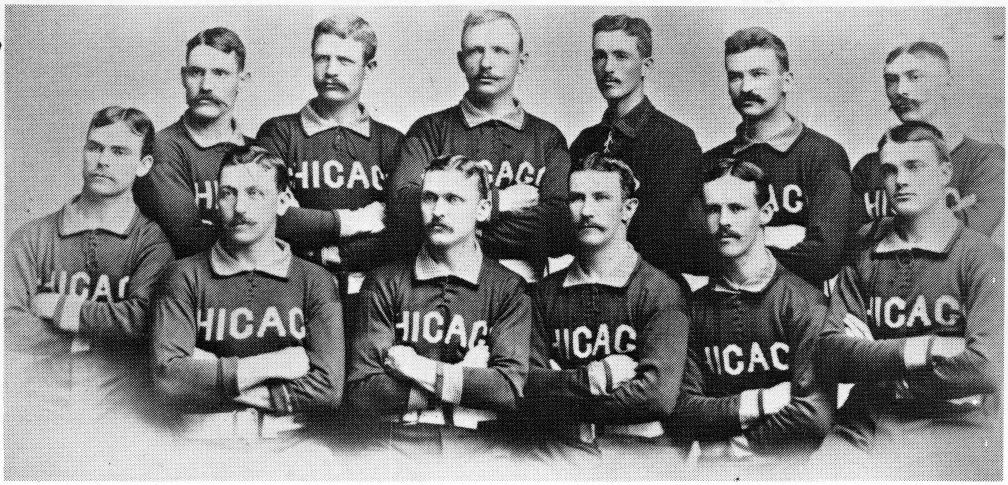
シカゴ・ホワイトストッキングス（1885年）。上段中央がキャップ・アンソン。

1870年にシカゴで創設され、全米野球選手協会に加盟。ストッキングの色は白を採用し、シカゴ・ホワイトストッキングスと呼ばれた。プロアマ混在となっていた全米野球選手協会は1870年シーズンを最後に解体され、プロチームであるホワイトストッキングスは、1871年に全米プロ野球選手協会（ナショナル・アソシエーション）に加盟した。しかし、同年10月に発生したシカゴ大火によって球場や備品が全て焼け落ち、チームは1872年と1873年の2シーズンにわたって活動できない状況に陥った。ナショナル・アソシエーションは1875年シーズンを最後に解体され、1876年にナショナルリーグに加盟した。
同年は監督兼投手を任されたアルバート・スポルディングの下、52勝14敗という成績でナショナルリーグ初代チャンピオンに輝いた。スポルティングはほぼ全ての試合に出場し、47勝12敗で初代最多勝を獲得している。後にスポルティングはスポーツ用品メーカーであるスポルティング社（現在ではNBAの公式球を製造していることで知られる）を創設し、ホワイトストッキングスの理事長に就任するなど、野球界の発展に尽力した。
1879年にはキャップ・アンソンが選手兼任監督に就任し、1880年から1886年にかけて5度の優勝を果たした。1883年9月6日の対デトロイト・ウルバリンズ戦では1イニング18得点の史上最多ビッグイニングを記録している。アンソンは強烈なリーダーシップを発揮し、現在のチーム運営の基礎を作る。時には鉄拳制裁も厭わない厳しい采配を行う反面、選手がのびのびとプレーできる環境を作ることに尽力した。ヒットエンドランや投手の先発ローテーション、スプリングトレーニングを導入したのも彼だった。選手としても優秀で27年間の現役生活で史上初の3000安打を達成している。しかし、アンソンは強い人種差別主義者でもあり、当時存在した黒人選手をリーグから全て追い出すことを主張した。アンソンは白人選手チームとしか対戦せず、黒人選手チームとの対戦は練習試合でさえ拒んだといわれる。これが元となりMLBの黒人選手排斥は、ジャッキー・ロビンソンが現れる1940年代後半まで及ぶこととなる。

### カブス〜2度のワールドシリーズ優勝

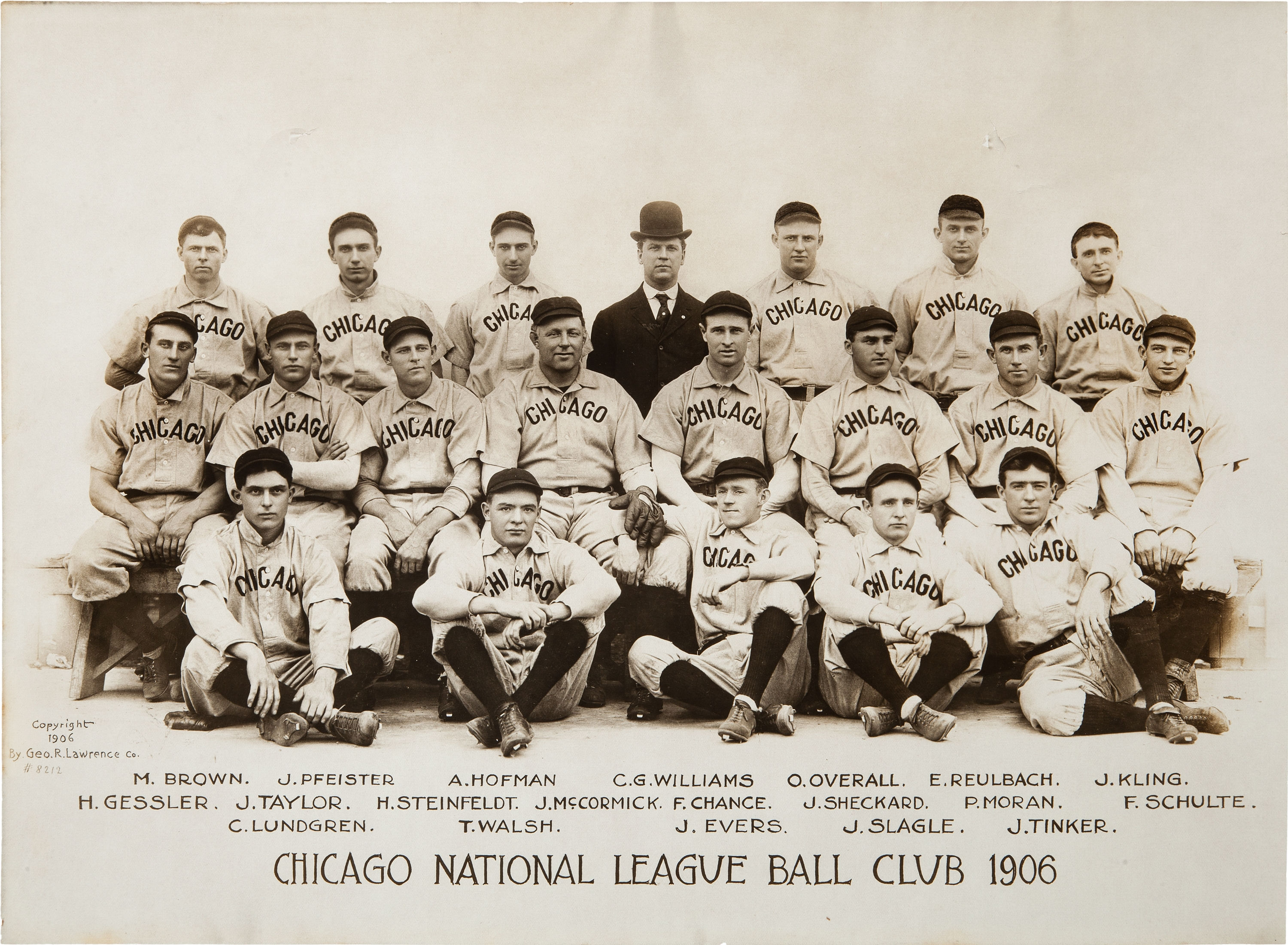
シカゴ・カブスの優勝メンバー(1906年)。この年シーズン最多の116勝を挙げた。

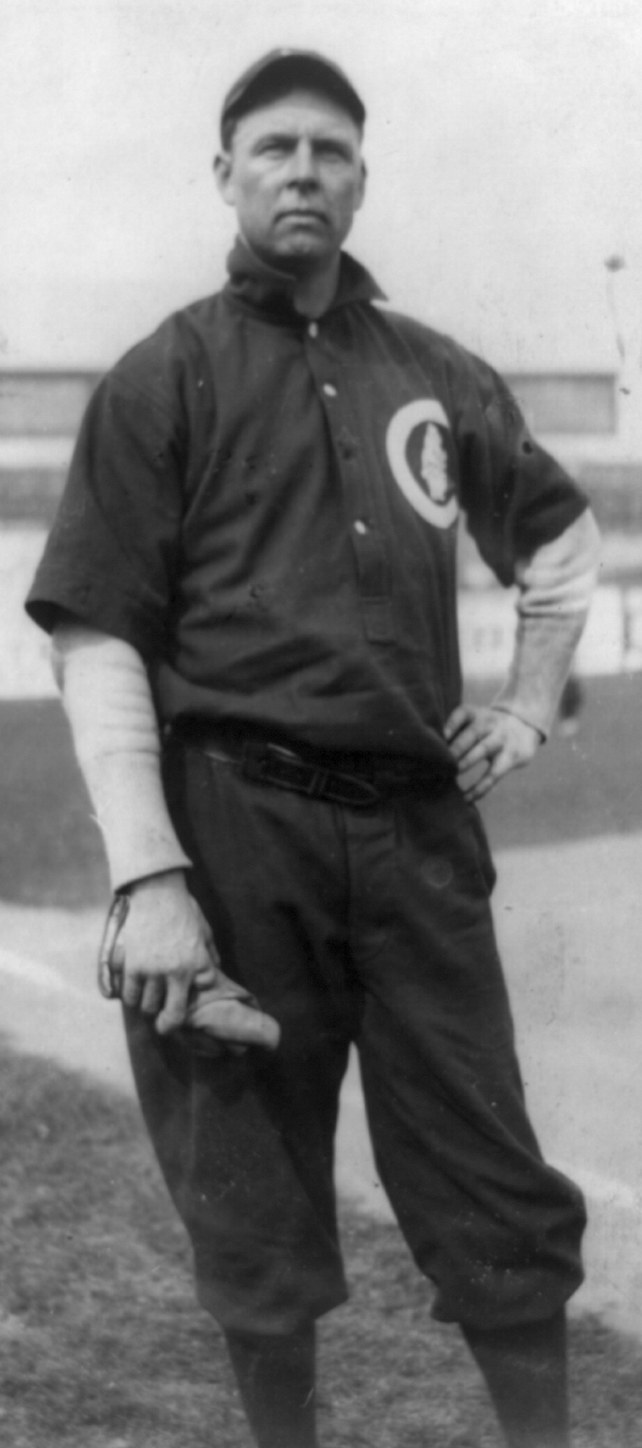
モーデカイ・ブラウン

その後、1890年にコルツ、1898年にオーファンズとチーム名を変え、1903年に現在のカブス（小熊を意味する）に定着した。かつてボストン・ビーンイーターズ（現：アトランタ・ブレーブス）を5度のリーグ優勝に導いたフランク・セレーによるチーム再建は20世紀に入り徐々に成果を挙げ始めていたが、セレーは1905年のシーズン途中に結核のため監督を退き、フランク・チャンスが選手兼任監督に就任した。「比類なきリーダー」と言われたチャンス率いるカブスは、1906年にはシーズン最多記録となる「116勝」を挙げリーグ優勝を果たした。この頃のカブスは「スリーフィンガー（三本指）」の愛称で知られるモーデカイ・ブラウンをはじめ、エド・ロイルバック、ジャック・フィースター、カール・ラングレン、オーバル・オーバーオールといったシーズン防御率1点台で投げきれる投手を多く抱える投手王国を形成し、一塁手チャンス、二塁手ジョニー・エバース、遊撃手ジョー・ティンカーによる内野陣は多くの併殺プレーを見せた。初めて挑んだワールドシリーズでは同じシカゴを本拠地とするシカゴ・ホワイトソックスと対戦。この年のホワイトソックスもエド・ウォルシュをはじめとした強力な投手陣を擁していたが、「ヒットレス・ワンダーズ」と呼ばれたように極度の貧打のチームであり、戦前の予想では攻守共に圧倒的なカブスが有勢と見られた。しかしシリーズではホワイトソックスの強力な投手陣の前にカブス打線が沈黙し、結果2勝4敗で敗れた。
1907年も107勝をあげ、リーグ2連覇。雪辱を期すワールドシリーズではタイ・カッブを擁するデトロイト・タイガースと対戦した。そして今度はカブス投手陣がタイガース打線を抑え込み、4勝1敗でこれを下して初のワールドシリーズ優勝を果たした。
1908年はニューヨーク・ジャイアンツとの激しい首位争いを演じ、プレーオフの末にリーグ3連覇。2年連続でタイガースとの対戦となったワールドシリーズも4勝1敗で制し、2年連続のワールドシリーズ優勝を果たした。

### 1910年代 - 1930年代
1910年のリーグ優勝以降、しばらくチームは優勝から遠ざかることとなる。1913年にはエバース、1916年にはティンカーがそれぞれ選手兼任監督を務めたが、どちらも優勝には届かなかった。1916年には本拠地を現在のリグレー・フィールドに移した。この球場は元々は1914年には「第3のリーグ」としてMLBへの加入を求めていたフェデラル・リーグのシカゴ・ホエールズの本拠地球場だったが、1915年のフェデラル・リーグ解体の際、ホエールズの経営陣（チャールズ・ウィーグマン、ウィリアム・リグレーら）にカブスが譲渡されたの期に、老朽化が進んでいたウエスト・サイド・パークから移転する形となったものである。1918年にカブスはリーグ優勝を果たしたが、この球場で初開催となったボストン・レッドソックスとのワールドシリーズでは当時投手を務めていたベーブ・ルースに2敗を喫し、2勝4敗で敗れている。以降は再び優勝とは縁のないシーズンが続いた。
1926年、後にニューヨーク・ヤンキースで黄金時代を築くことになるジョー・マッカーシーが監督に就任。1929年にはロジャース・ホーンスビーを獲得し、この年には久々のリーグ優勝を果たした。翌1930年のシーズン途中にマッカーシーがチームを離れると、ホーンスビーが選手兼任監督に就任。同年にはハック・ウィルソンが当時のナ・リーグ記録となる56本塁打、MLB最多となる191打点を記録したが、セントルイス・カージナルスに優勝を奪われてしまった。翌1932年には3位に沈むなど、成績が振るわなかったことから1932年のシーズン途中でホーンスビーは監督を解任され、一塁を守っていたチャーリー・グリムが選手兼任監督に就任する。グリムが監督になるとチームは一気に白星を重ね、首位ピッツバーグ・パイレーツをかわしてリーグ優勝を果たす。しかし、ワールドシリーズではマッカーシー率いるヤンキースと対戦し、第3戦ではルースの予告本塁打が飛び出すなど、いいところなく4連敗を喫してしまった。その後はグリム監督の下でチームは安定した強さを誇り、1935年にもリーグ優勝を果たすものの、ワールドシリーズではタイガースに敗れ、またしてもワールドシリーズ優勝はならなかった。

### 黄昏のホームラン
1938年のシーズン途中、グリムに代わって捕手のギャビー・ハートネットが選手兼任監督に就任したが、カブスは首位のパイレーツを猛追し、シーズン最後の直接対決である2試合を残した時点で0.5ゲーム差まで迫った。その直接対決第1戦で5対5のまま9回表が終わり、辺りが暗くなった9回裏、2死となったところでハートネットに打順が回った。当時リグレー・フィールドには照明施設がなく、これ以上の試合続行は不可能と判断され、同点のまま9回が終了すれば、翌日に再試合が行われることとなっていた。その状況で2ストライクと追い込まれた3球目、ハートネットの放った打球は夕闇迫る左翼席に飛び込み、逆転勝利を収めた。その後、第2戦でも勝利を収め、チームはリーグ優勝を決めた。このチームを優勝に導いたハートネットの本塁打は「黄昏のホームラン」と呼ばれ球史に残る一発として知られている。

### ビリー・ゴートの呪い
第二次世界大戦が始まる1940年代に入ると、勝率5割を切るシーズンが続いたが、戦争が終わった1945年にはグリムが監督に復帰し、16回目となるリーグ優勝を果たす。
しかし、タイガースとのワールドシリーズでは3勝4敗で惜しくも敗れ去った。このシリーズの2勝1敗とカブスがリードして迎えた第4戦では、地元バーの店主でカブスの熱狂的なファンのビリー・サイアニスがペットのヤギを連れて入場しようとしたところ、球団側がヤギの入場を拒否し、サイアニスとヤギは球場から連れ出されてしまった。理由はヤギの臭いだった。これに激怒したサイアニスは「リグレー・フィールドにヤギの入場が許されるまで、カブスは2度とワールドシリーズに勝てない」と言い放って球場を後にしたという。なお、サイアニスはこれ以前にもヤギと共にいつも試合観戦に訪れており、ヤギの入場券も購入して入場していた。
サイアニスが放った言葉のとおり、これ以降、カブスはこのシリーズでワールドチャンピオンを逃すと、その後、2016年までの71年にわたり、ワールドチャンピオンはおろかワールドシリーズ出場さえ遠ざかることとなり、「ビリー・ゴートの呪い（ヤギの呪い）」と呼ばれた。しかし、2016年にリーグチャンピオンを達成し、ワールドシリーズも制したことで、「呪い」が解かれることとなった。

### 低迷期（1950年代 - 1970年代）

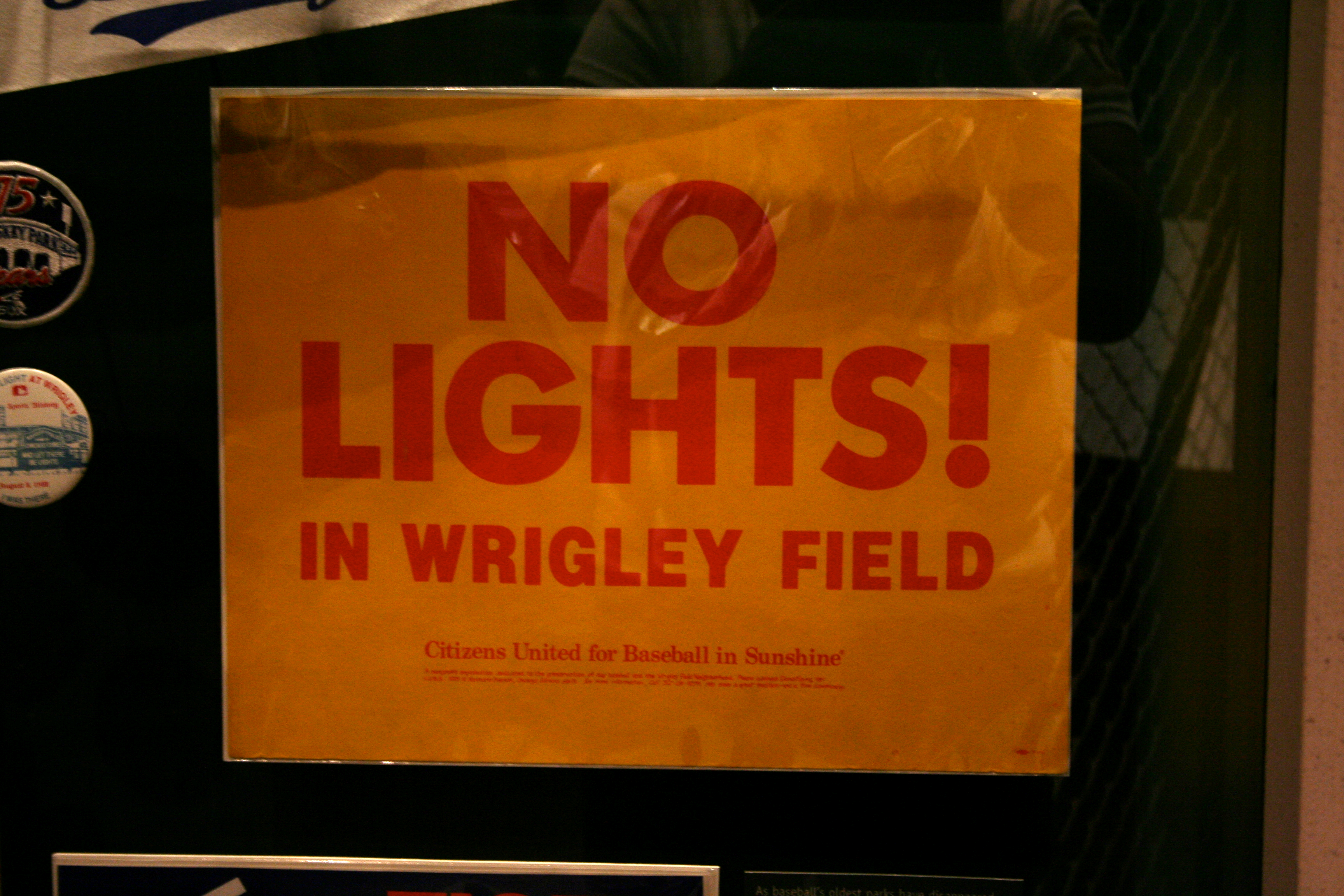
照明灯設置に反対するポスター。1988年までリグレー・フィールドではナイターの試合は開催されなかった。現在でも主催試合ではデーゲームが多い。

1950年代に入るとチームの状況は一層悪化。1966年までに勝率5割を上回ったシーズンは1952年と1963年の2シーズンのみで、1962年には球団ワーストとなる103敗を記録してしまう。1956年にはカブス初の黒人選手であるアーニー・バンクスがメジャーデビュー。バンクスは「Mr. Cub （ミスター・カブ）」と呼ばれ、2度のMVPを獲得するなど、現役引退までカブス一筋の看板選手として活躍したが、チームの好成績には結びつかなかった。
当時オーナーを務めていたフィリップ・リグレーは、チームを低迷から脱出させようと様々な案を講じた。1960年のシーズン途中には、この年に監督に再就任したばかりで、開幕から不調だったチャーリー・グリムと当時カブスの専属解説者を務めていたルー・ブードローを入れ替えた。翌1961年からは監督を固定せず、8人のコーチが監督を交代して務めるという類のない制度を導入し、1965年までこの制度を続けた。しかしどちらも成果を挙げることはできず、むしろチームの混迷はより深まることとなる。
1966年には名将レオ・ドローチャーが監督に就任。1960年代後半になると、ファーガソン・ジェンキンス、ビリー・ウィリアムズ、ロン・サントといったスター選手も台頭し始め、チームも上位に進出する機会が多くなる。1969年には地区制が導入され、カブスはナショナルリーグ東地区に移動。そしてこの年には開幕から首位を独走し、シーズン終盤手前の8月19日の時点で2位ニューヨーク・メッツと8ゲーム差をつけた。しかしここからメッツの猛追によって差は縮まり、9月10日に首位を明け渡すと、そのままメッツの逆転優勝を許した。以降チームも優勝に絡むことはなくなり、上記選手の多くがワールドチャンピオンどころかリーグ優勝さえ経験することなくユニフォームを脱ぐこととなった。
1970年代にはリック・ラッシェルがエースとして活躍。1975年、1976年にビル・マドロック、1980年にビル・バックナーがそれぞれ首位打者を獲得し、1979年にはデーブ・キングマンが本塁打王を獲得した。1981年には長年に渡ってオーナーを務めたリグレー一族がチームを売却し、代わって地元新聞社のシカゴ・トリビューンがチームを買収するなど、この頃は次第にチームの変革が進んだ時期でもあった。

### 復活の兆し（1980年代）

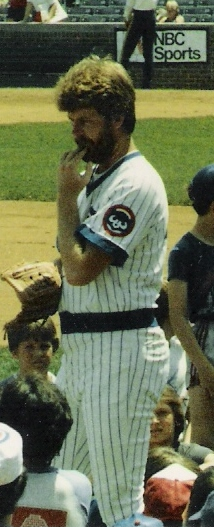
リック・サトクリフ

1981年、長い間オーナーを務めたリグレー一族は、地元シカゴの新聞社であるトリビューン・コーポレーションにチームを売却。同年オフ、フィラデルフィア・フィリーズの監督を務めていたダラス・グリーンをゼネラルマネージャーとして迎えたのが転機となる。グリーンは「Making a New Tradition」（新しい伝統づくり）をスローガンに掲げ、チームに蔓延していたぬるま湯的体質からの脱却のため、1980年にはワールドシリーズ優勝、1983年にもリーグ優勝を果たすなど当時の強豪であったフィリーズとの間のパイプを使い、トレードによる積極的な補強を試みる。
1982年、チームの1番打者であったイバン・デヘスースとのトレードで、フィラデルフィア・フィリーズの名遊撃手であったラリー・ボーワとライン・サンドバーグをフィリーズから移籍させた。
1984年にはジム・フライが監督に就任し、シーズン前にはフィリーズとの間のトレードで、1番打者のボブ・ダーニアーと中軸打者のゲイリー・マシューズ・シニアを獲得。シーズン途中にはバックナーとボストン・レッドソックスのデニス・エカーズリーをトレード、同じくシーズン途中にはメル・ホール、ジョー・カーターとクリーブランド・インディアンスのリック・サトクリフをトレードするなど補強に励んだ。ダーニアーはこの年45盗塁を記録して足による攻撃を加え、マシューズは強打の3番打者として活躍。サトクリフは16勝1敗という驚異的な成績でサイ・ヤング賞を獲得し、サンドバーグは「20盗塁・20二塁打・20三塁打・20本塁打（20-20-20クラブ）」に後一歩と迫る成績を残した。フィリーズとのパイプで獲得した選手が大半を占めていたことから「シカゴ・フィリーズ」、また1983年に移籍していた主力打者の一人であるロン・セイとサトクリフはドジャース出身だったことから「シカゴ・ドジャース」と嘲笑されるも、サトクリフとサンドバーグの2人を中心にチームも快進撃を続け、この年には初の地区優勝を果たす。この年大ヒットした映画「ゴーストバスターズ」をもじった「カブバスターズ」は当時の流行語となった。リーグチャンピオンシップシリーズではサンディエゴ・パドレスと対戦。第1戦、第2戦と2連勝し、リーグ優勝に王手をかけるが、その後2連敗で決着は最終戦に持ち込まれた。迎えた最終戦では6回まで3対0とリードしていたが、7回に一塁を守っていたレオン・ダーラムが失策を犯し、逆転負けを喫した。
その後4年間、再びチームは足踏みを続ける。1987年にはモントリオール・エクスポズ（現：ワシントン・ナショナルズ）からアンドレ・ドーソンが移籍し、49本塁打・137打点を記録したが、チームは最下位となった。ドーソンは二冠王に輝き、異例の最下位チームからのMVP選出となった。
1988年にはドン・ジマーが監督に就任し、グレッグ・マダックス、マーク・グレースら若手選手が台頭。
1989年には再び地区優勝を果たした。NLCSでジャイアンツと対戦。本拠地リグレー・フィールドでの初戦は敗れたものの、第2戦で勝利し、1勝1敗で敵地キャンドルスティック・パークに乗り込んだ。しかし結果は全て僅差で敗れ、3連敗。またしてもリーグ優勝はならなかった。

### サミー・ソーサの登場
1992年にホワイトソックスからトレードでサミー・ソーサを獲得。ソーサは本塁打王2回の他、シーズン60本以上を3回記録するなど、MLBを代表する強打者として活躍した。
1998年にはマーク・マグワイアとの熾烈なシーズン最多本塁打記録争いを繰り広げ、66本塁打を記録。この年の5月6日には新人のケリー・ウッドがロジャー・クレメンスと並ぶ1試合20奪三振の快挙を成し遂げ、どちらもカブスファンはもちろん全米の野球ファンが注目することとなった。この年にはチームもワイルドカードを獲得し、プレーオフに進出するが、ナショナルリーグ・ディビジョンシリーズ(NLDS)では、マダックスら先発三本柱を擁するアトランタ・ブレーブスに手も足も出ず、3連敗を喫した。マーク・グレースは13年間在籍し、2201安打・456二塁打・148本塁打・1004打点などの記録を残したが、リーグ優勝にも届かないまま2000年限りで退団した。

### 2000年代

#### 2003年：スティーブ・バートマン事件
2003年にはダスティ・ベイカーが監督に就任。この年にはマーク・プライアー、ウッド、カルロス・ザンブラーノ、マット・クレメントからなる先発4本柱が揃って13勝以上挙げるなど活躍をみせ、14年ぶりに地区優勝を果たす。NLDSでブレーブスを下し、NLCSではフロリダ・マーリンズと対戦。第1戦では敗れたものの、第2戦から3連勝し、悲願のリーグ優勝は目前と思われた。しかし第6戦、リードして迎えた8回に、ファウルボールの捕球をファンに妨害されアウトをとれず（スティーブ・バートマン事件）、ここから逆転負けを喫してしまう。そして続く第7戦も落としたことで、あと一歩のところでワールドシリーズ進出には届かなかった。

#### 2004年以降

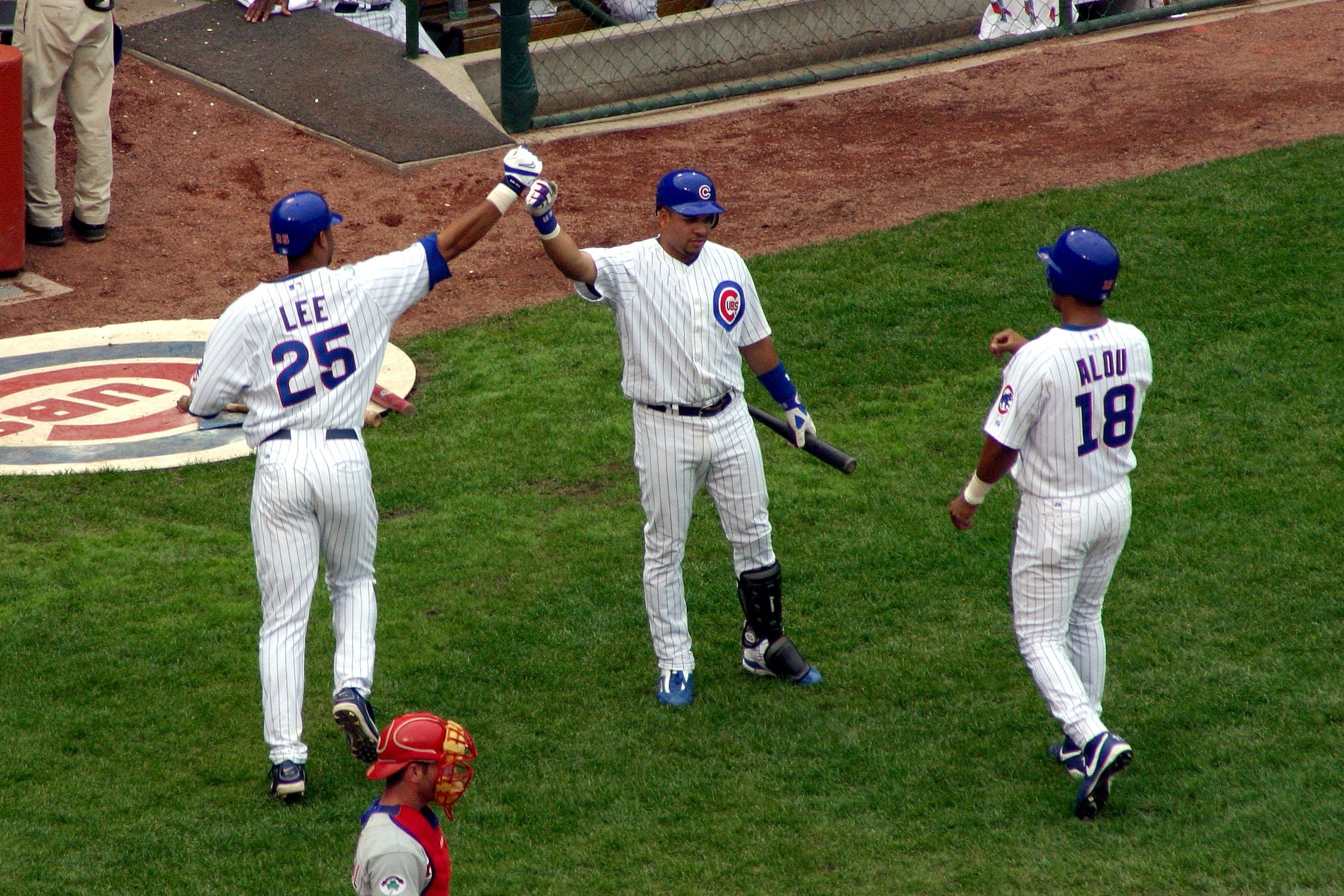
左からデレク・リー、アラミス・ラミレス、モイゼス・アルー（2004年）

その後、2004年、2005年と続けて地区優勝を逃し、2006年には6年ぶりに地区最下位に沈んでしまった。この年のオフにはベイカー監督を解任し、ルー・ピネラを新監督に据えた。アルフォンソ・ソリアーノを8年総額1億3600万ドルという巨額で獲得するなど、一大補強を行った。
2007年はミルウォーキー・ブルワーズとナ・リーグ中地区で熾烈な首位争いを続け、4年ぶりに地区優勝を果たした。NLDSでアリゾナ・ダイヤモンドバックスと対戦し3連敗で敗退した。オフには日本シリーズと優勝し、中日ドラゴンズからFAとなった福留孝介を4年総額4800万ドルで獲得。投手陣ではカルロス・ザンブラーノをはじめとした豊富な先発投手を抱え、打撃陣ではソリアーノ、デレク・リー、アラミス・ラミレスと強打者が揃った。
2008年は、1908年のワールドシリーズ制覇からちょうど100年目にあたり、開幕からブルワーズと首位争いをして、ナ・リーグ最高勝率で2年連続の地区優勝。しかし、NLDSではロサンゼルス・ドジャースと対戦し、前年同様3連敗で敗退した。オーナーのトリビューンは、2007年シーズン終了後にチームを売却して球団経営から撤退する予定だったが、買い手が見つからないまま2008年末に経営破綻、2009年にようやくシカゴの富豪リケッツ家への球団譲渡が合意された。

### 2010年代
2011年は福留孝介などを7月に一部金銭を付けて放出し、若手に切り替えた。
2012年シーズンはセオ・エプスタインが球団副社長に就任し、他にもサンディエゴ・パドレスから自身の腹心でもあり、GMだったジェド・ホイヤーをカブスGMに任命。そしてパドレスのスカウト・育成部長ジェイソン・マクロードを引き抜き、放漫経営体制を変えると同時にエプスタインが以前在籍期間していたボストン・レッドソックスの様なファーム主導型チームに変革を進める年になった。
2013年・2014年は、連続で中地区最下位に沈んだ。

#### 2015年：悲願達成ならず
2015年、タンパベイ・レイズを2度の東地区優勝、1度のリーグ優勝に導き、地区優勝を果たした2008年と2011年にアメリカンリーグの最優秀監督に選ばれたジョー・マドンを招聘し、さらにボストン・レッドソックスで2007年と2013年にワールドシリーズ優勝の一員のジョン・レスターを球団史上最高額の6年1億5500万ドルで獲得するなどした。同監督の「若手の成長が必要だ、『頼りにされている』という自覚を選手達に持たせる」という方針のもと、リーグで2番目に若い平均26.9歳の打線が組まれ、就任1年目にして彼ら若手の能力が開花。若き主砲となったアンソニー・リゾ（31本塁打・101打点）、メジャー1年目のクリス・ブライアント（球団新人記録を更新する26本塁打を記録）をはじめ、アディソン・ラッセル、カイル・シュワーバーなどが活躍。投手でもボルチモア・オリオールズから移籍して3年目でエースとなったジェイク・アリエータが22勝6敗でナ・リーグ最多勝、8月30日のロサンゼルス・ドジャース戦ではノーヒットノーランを達成し、特に夏以降破竹の勢いで勝利を重ね97勝を挙げた。しかし、MLB史上に残る激戦の末、中地区3位という成績に終わった（これは通常なら優勝でもおかしくない成績だった。1位のセントルイス・カージナルスは100勝62敗、2位のピッツバーグ・パイレーツは98勝64敗）。とはいえ、7年ぶりにポストシーズンに進出した。
PNCパークで行われたワイルドカードゲームにて、同じ中地区に所属し98勝を挙げたピッツバーグ・パイレーツをアリエタの完封勝利で下して、NLDSに進出する。同シーズンMLB最多の100勝を挙げて地区3連覇を果たしたセントルイス・カージナルスを相手にNLDSとなり、初戦こそ落としたもののそのあとの第2戦、さらにリグレー・フィールドに移動して行われた第3戦・第4戦を制し、NLCS進出を果たした。同球場でポストシーズンシリーズを突破したのは、歴史上初めてだった。9年ぶりに東地区を制したニューヨーク・メッツとの対戦となったNLCSでは、これまでメッツには1勝もさせなかったものの、ダニエル・マーフィーに4試合全て本塁打を打たれ、最終的にはロサンゼルス・ドジャースとのNLDS第4戦から続く6試合連続本塁打というMLBのポストシーズン最長記録を達成させられる等、地元・リグレー・フィールドでもニューヨークで行われた最初の2戦（実績十分のレスターと22勝で最多勝、1.77の防御率に236三振を記録したエース・アリエタが先発した試合）で勢いづいたメッツを止められず、またNLDSでは2割4分2厘とナショナルリーグのポストシーズン出場チームでは最も高かった打率が、NLCSでは1割6分4厘に抑えられ、結局1勝も出来ずにスウィープされ、またしてもワールドシリーズ出場は果たせなかった。オフに球団史上最高額の8年1億8400万ドルでジェイソン・ヘイワードを獲得した。

#### 2016年：呪いが解けた年、そして108年ぶりのワールドシリーズ優勝
2016年は、エースのアリエタが4月21日のシンシナティ・レッズ戦で史上7人目となる2年連続のノーヒットノーランを達成する等、地区優勝を果たした2008年以来の7割7分3厘という圧倒的な勝率で4月の地区首位を確定、11-8で勝利した6月27日のシンシナティ・レッズ戦でクリス・ブライアントが近代メジャーでは初となる1試合での本塁打3本と二塁打2本を記録した。そして首位を独走して9月16日、チームはブルワーズに逆転負けしたものの、マジック対象チームだった中地区3連覇中のカージナルスがジャイアンツに2-6で敗れて8年ぶりの優勝。3地区制になってから146試合での優勝は史上5番目の速さだった。8年ぶりの地区優勝を果たしても勢いは止まらず、9月20日のレッズ戦でジェイソン・ハメルが15勝目を挙げ、エースのアリエタ、レスター、カイル・ヘンドリックスも既に15勝を挙げていてチームに4人の投手が15勝以上を挙げたのも、9月26日のパイレーツ戦を12-2で勝利し球団史上6回目となるシーズン100勝を挙げたのはいずれも81年ぶりである。
2年連続のポストシーズンゲームを迎え、ワイルドカードゲームを制したサンフランシスコ・ジャイアンツとのNLDSでは、カブスの2勝1敗で迎えた敵地AT&Tパークでの第4戦、2対5のビハインドで迎えた9回表に一挙4点を挙げ、6対5で勝利。ポストシーズンで9回以降3点のビハインドから逆転するという30年ぶりの偉業で2年連続のリーグ優勝決定シリーズ進出を決めた。そして、西地区を制したロサンゼルス・ドジャースとの顔合わせとなったNLCSも4勝2敗で制し、71年ぶり17回目のリーグ優勝、ワールドシリーズへの出場を成し遂げた。

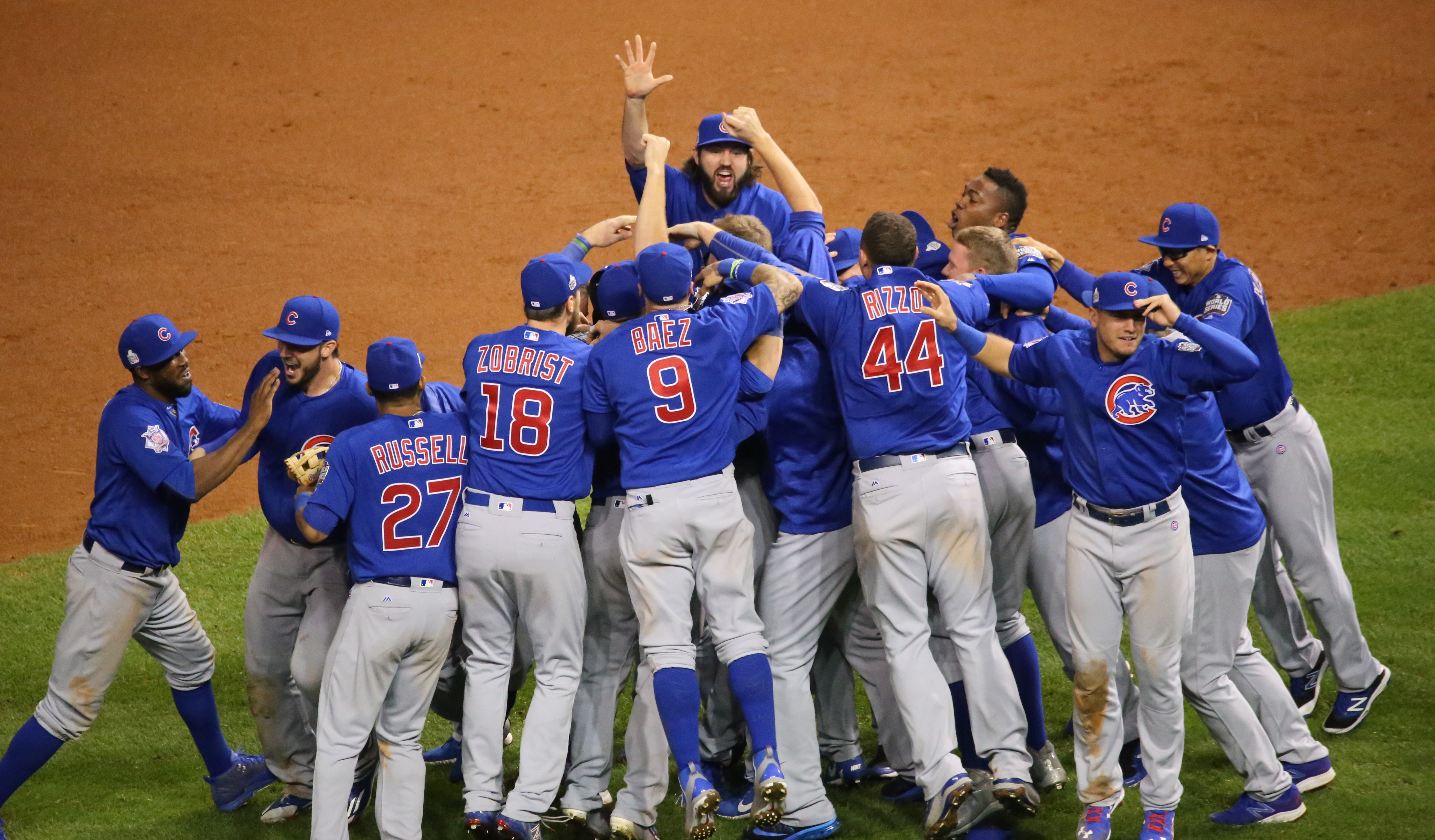
108年ぶりにワールドシリーズ優勝を果たした歓喜の瞬間

19年ぶりにアメリカンリーグを制し68年間優勝から遠ざかっているクリーブランド・インディアンスとの顔合わせとなったワールドシリーズでは、第1戦は相手エースのコーリー・クルーバーを打ち崩せずに完封負け。第2戦はリゾの適時打で先制すると5回にはレイズ時代にマドン野球を叩き込まれ、前年ロイヤルズの一員でワールドシリーズを制している4番のゾブリストも適時打で追加点を挙げ、5-1で勝利する。地元シカゴに戻っての第3戦は0-0で迎えた7回表1死1塁3塁で11年ぶりに復帰したココ・クリスプの一振りに沈むと、第4戦も初回にコーリー・クルーバーからリゾの適時打で1点を先制するものの、2回に先発のラッキーが先頭のカルロス・サンタナに同点のソロ本塁打を浴び、その後2死にするもののコーリー・クルーバーの打順で打球は三ゴロ、これを処理しようとした三塁手のクリス・ブライアントの送球を一塁手のリゾが取れずに後ろに逸らしてしまい、その間に生還され逆転される。3回も無死二塁でフランシスコ・リンドーアにタイムリーを打たれたのに続き、6回には一死一塁三塁でロニー・チゼンホールに犠飛を打たれ1-4。更に7回には無死一塁三塁でジェイソン・キプニスにとどめの一撃となら3点本塁打を浴び1-7。8回にファウラーがアンドリュー・ミラーからソロ本塁打を放つのがやっと。1勝3敗と崖っぷちに立たされる。後のなくなった第5戦も2回に2アウトの場面でレスターがホセ・ラミレスにソロ本塁打を打たれて、この試合も先制される。しかし4回にこのシリーズ不振に陥っていた先頭のクリス・ブライアントが重苦しいリグレーフィールドの空気を一掃する待望のシリーズ初本塁打。これで打線に火が付き、無死1塁3塁とチャンスを広げてアディソン・ラッセルが三塁への適時内野安打で逆転。更に1死満塁でそのシーズン限りで現役引退を宣言し、レスターが登板している時の女房役であるデビッド・ロスが左翼へ犠飛を放って三塁走者のゾブリストが生還しこの回3点を奪う。しかしレスターがピリッとせず、6回二死二塁でリンドーに適時打を打たれて1点差。しかし続くマイク・ナポリの打席でリンドーに盗塁を企図されるが、ロスが刺して何とか最少リードで凌ぐ。続く7回も一死二塁。ここでマドンはクローザーでヤンキースから獲得したチャップマンを投入。チャップマンが期待通り9回まで抑えてリグレー・フィールドでは71年ぶりとなるワールドシリーズ勝利で2勝目と踏みとどまる。クリーブランドに戻っての第6戦は勢いが止まらず初回、その年13勝を挙げたジョシュ・トムリンからクリス・ブライアントが2試合連続本塁打。さらにリゾとゾブリストが連打で繋ぎ2死1塁3塁でラッセルの右翼への打球を中堅手のタイラー・ネイキンが後ろに逸らしてしまい、右翼手のチゼンホールもカバー出来ない隙をついて2者が生還し3点を奪う。更に3回にはシュワーバーが四球を選び、クリス・ブライアントこそ打ち取られるものの、初回に続きリゾとゾブリストがヒットで繋ぎ一死満塁とし、ラッセルがワールドシリーズでは11年ぶりとなる満塁本塁打（グランドスラム）をやってのけ、3回までに7点を奪ってトムリンを降板させ、その後9回にも2点を奪って9-3で勝利し土俵際からの連勝で逆王手をかける。最終戦はデクスター・ファウラーが三度立ちはだかったコーリー・クルーバーからワールドシリーズ第7戦では史上初の先頭打者本塁打を放ち先制。3回にヘンドリックスがカルロス・サンタナに適時打を許し追いつかれるものの4回に先頭のクリス・ブライアントが単打、リゾが死球で出塁し続くゾブリストの打球は一塁ゴロの併殺コースだったが一塁手・ナポリの送球がそれて二塁手のリンドーがカバーするのが精一杯でアウトを1つしか取れずに1死1塁3塁。ラッセルが浅い犠牲フライを放つもサードランナーのクリス・ブライアントが迷わず本塁に突入しこれが功を奏し、続くコントレラスが中堅手・ラージャイ・デービスの頭上を抜く適時二塁打で2点を勝ち越す。更に5回この回先頭のハビアー・バエズが右中間への本塁打で貴重な追加点を挙げコーリー・クルーバーをマウンドから引き摺り下ろしたのに続き、二死にはなったものの2番手のミラーからクリス・ブライアントが四球で出塁するとリゾの打席でヒットエンドランを仕掛けたのが功を奏し、クリス・ブライアントが一塁から一気に生還し2点を追加して5-1とする。その裏2死1塁の状況で本来先発のレスターがマウンドに上がり、捕手をロスとバッテリーごと入れ替える策に出るが、キプニスの捕ゴロをそのロスが一塁に悪送球を犯して2塁3塁としてしまうと、続くリンドーの打席でレスターがロスのキャッチャーミットに命中するほどの暴投。3塁走者のサンタナに続き2塁走者のキプニスまでもが生還し2点差とされる。6回にロスが前の回の守備のミスを取り返す中越のソロ本塁打で一旦は3点リードするものの8回裏二死一塁の場面で3連投のチャップマンがフルカウントからブランドン・ガイヤーに右中間を破る二塁打で2点差。なおもランナー二塁でラジェイ・デービスに左翼席へ飛び込む同点の2点本塁打を浴び6-6と追い付かれて延長戦に縺れる。雨が降って17分間の中断を経て延長10回に先頭のシュワーバーが9回一死の場面から投げているブライアン・ショウからライト前ヒットで出塁するとマドンは代走にアルバート・アルモーラ・ジュニアを起用し勝負に出ると続くクリス・ブライアントが深い位置での中飛を打ち上げてアルモーラ・ジュニアは迷わず2塁へのタッグアップに成功する。リゾを敬遠で歩かせると5番のゾブリストがレフト線を破る二塁打でアルモーラ・ジュニアが生還し勝ち越し。ラッセルをイニング2度目の敬遠で歩かせ満塁策とすると代打のミゲル・モンテロが三遊間を破る適時打で8-6と勝ち越す。最後はカール・エドワーズ・ジュニアがラジェイ・デービスに適時打を許すものの、最後のマイケル・マルティネスをモンゴメリーが遊ゴロに打ち取り試合終了。1勝3敗と先に王手をかけられた所からの3連勝で、108年ぶり3回目のワールシリーズ優勝を果たした。第4戦を終えて1勝3敗からの3連勝は1985年のロイヤルズ以来31年ぶり、敵地で連勝してのワールドシリーズ制覇は1979年のパイレーツ以来37年ぶりである。

#### 優勝後の再建
2017年も2年連続の地区優勝を果たした。NLDSでは元監督のダスティ・ベイカーが率いるワシントン・ナショナルズを3勝2敗で下したが、前年に続きロサンゼルス・ドジャースとの対戦となったNLCSでは1勝4敗で敗退した。
2018年2月にダルビッシュ有を6年1億2600万ドルで獲得した。この年は95勝を上げながらも最後にやや失速してしまったことが響き、急浮上してきたブルワーズにわずか1ゲーム差で敗れ、地区優勝をさらわれた。その後、ワイルドカードゲームでロッキーズに敗れNLDS進出を逃した。
2019年は主力に故障者が相次ぎ、84勝78敗でナ・リーグ中地区3位、5年ぶりにプレーオフ進出を逃した。9月29日に2015年から指揮を執ってきた監督のマドンが契約満了で退任することを発表した。

### 2020年代
2020年3月30日、研修に参加した2人の球団職員が新型コロナウイルスに感染していたと発表した。2020年オフにはジョン・レスターとカイル・シュワーバーがFAで退団した。
2021年シーズンは、序盤こそ好調で首位争いを演じ、6月24日のドジャース戦では継投によるノーヒットノーランを達成したが、この翌日から11連敗を喫し7月のトレード期限では売り手に回った。アンソニー・リゾ、ハビアー・バエズ、クリス・ブライアントが移籍し、長年在籍していた2016年のワールドシリーズの主力選手の多くがいなくなりチームは解体した。この後さらに8月3日から12連敗を喫したが、フランク・シュウィンデルが8月度・9月度と2ヶ月連続でルーキー・オブ・ザ・マンスを受賞した。最終的に71勝91敗で地区4位という成績でシーズンを終えた。
オフの11月5日にレッズからウェーバーにかけられていたウェイド・マイリーを獲得した。
2022年3月16日、広島東洋カープからポスティングでのメジャー挑戦を目指していた鈴木誠也と5年総額8500万ドルで基本合意したと、シカゴの地元紙が報じ、スポーツ報知、サンケイスポーツなどがネット配信で報じた。

## 海外遠征
2000年にニューヨーク・メッツと日本の東京都にある東京ドームで開幕戦を開催した。海外での初開催だった。
2023年にはライバルのカージナルスとイギリスのロンドンにあるロンドン・スタジアムで公式戦を開催した。
2025年3月18日と3月19日にはドジャースとカブスにとっては25年ぶりとなる東京ドームでの開幕戦を開催予定。(MLB東京シリーズ2025)

## 日本の商標登録問題
2000年10月、ナショナルリーグなどを統括するMLBの知的財産権を管理するアメリカ合衆国国内の企業が、日本の特許庁へカブスのロゴの商標登録を出願したが、「カブスのロゴの『UBS』部分がスイスの金融機関『UBS』に酷似している」として、特許庁は認めなかった。同企業はこれを不服として審判を申し立てたが、同庁は2006年9月、審判請求を認めないとの審決を出し、改めて却下した。
そのため、同企業が特許庁の審決は誤りとして、審決の取消を求める訴訟を起こした。
知財高裁は2007年8月8日、「カブスのチーム名は広く知られ、そのロゴもまた日本で知られている」として、特許庁の審決を取り消した。

## 映画の中で描かれたカブス
1989年の映画『バック・トゥ・ザ・フューチャー PART2』の劇中で、2015年の未来にやってきた主人公が「マイアミの球団にカブスが4連勝してワールドシリーズ制覇」というニュースを見て驚くシーンがある。この映画が上映された当時、カブスはワールドシリーズ制覇から約80年遠ざかっており（そもそも1945年を最後にワールドシリーズそのものから遠ざかっていた）、また、マイアミを本拠地とする球団はなかった（マイアミ・マーリンズが創設されたのは1993年のことである）。つまり、カブスのワールドチャンピオンは「あり得ない世界」そのものという認識だったわけである。しかし既述の通り、カブスは映画の「予言」から1年後となる2016年、108年ぶりにワールドシリーズ制覇を果たした。なお、カブスとマーリンズは同じナショナル・リーグに所属しているため、両者がワールドシリーズで対戦することはない。
1998年の映画『アルマゲドン』では、主人公の同僚である石油掘削員達が地球を救う為に集められ、NASAの心理検査を受けるシーケンスで、そのうちの一人が精神科医からマイクを奪い取って「打ったぁ、ホームラン！カブス、ワールドシリーズ制覇！」と叫ぶシーンがある。石油掘削員達は全員が精神に重篤な問題を抱えているが、地球を救う為に背に腹は替えられないとして「合格」の判断が下されるというオチであり、同年の段階でも、カブスのワールドチャンピオンを真顔で叫ぶ者は「おかしな人物である」という認識が、米国社会において広く人口に膾炙していた故に成立したネタといえる。なお、2016年のワールドシリーズ第7戦でのカブスの決勝打は本塁打ではなく、ベン・ゾブリストによる適時打であった。

## 選手名鑑

### アメリカ野球殿堂表彰者
- グローバー・アレクサンダー (Grover Alexander)
- キャップ・アンソン (Cap Anson)
- リッチー・アシュバーン (Richie Ashburn)
- アーニー・バンクス (Ernie Banks)
- ロジャー・ブレスナハン (Roger Bresnahan)
- ルー・ブロック (Lou Brock)
- モーデカイ・ブラウン (Mordecai Brown)
- フランク・チャンス (Frank Chance)
- ジョン・クラークソン (John Clarkson)
- カイカイ・カイラー (Kiki Cuyler)
- アンドレ・ドーソン (Andre Dawson)
- ディジー・ディーン (Dizzy Dean)
- ヒュー・ダフィー (Hugh Duffy)
- デニス・エカーズリー (Dennis Eckersley)
- ジョニー・エバース (Johnny Evers)
- ジミー・フォックス (Jimmie Foxx)
- クラーク・グリフィス (Clark Griffith)
- バーリー・グライムス (Burleigh Grimes)
- ギャビー・ハートネット (Gabby Hartnett)
- ビリー・ハーマン (Billy Herman)

- ロジャース・ホーンスビー (Rogers Hornsby)
- モンテ・アーヴィン (Monte Irvin)
- ファーガソン・ジェンキンス (Ferguson Jenkins)
- ジョージ・ケリー (George Kelly)
- キング・ケリー (King Kelly)
- ラルフ・カイナー (Ralph Kiner)
- チャック・クライン (Chuck Klein)
- トニー・ラルーサ (Tony La Russa)
- トニー・ラゼリ (Tony Lazzeri)
- フレディ・リンドストロム (Freddie Lindstrom)
- グレッグ・マダックス (Greg Maddux)
- ラビット・モランビル (Rabbit Maranville)
- フレッド・マグリフ (Fred McGriff)
- ロビン・ロバーツ (Robin Roberts)
- リー・スミス (Lee Smith)
- アルバート・スポルディング (Albert Spalding)
- ジョー・ティンカー (Joe Tinker)
- ルーブ・ワッデル (Rube Waddell)
- ホイト・ウィルヘルム (Hoyt Wilhelm)
- ビリー・ウィリアムズ (Billy Williams)
- ハック・ウィルソン (Hack Wilson)

### 永久欠番
| 番号 | 選手                                          | ポジション     | 備考                 |
| ---- | --------------------------------------------- | -------------- | -------------------- |
| 10   | ロン・サント (Ron Santo)                      | 三塁手         | 2003年指定           |
| 14   | アーニー・バンクス (Ernie Banks)              | 遊撃手、一塁手 | 1982年指定           |
| 23   | ライン・サンドバーグ (Ryne Sandberg)          | 二塁手         | 2005年指定           |
| 26   | ビリー・ウィリアムズ (Billy Williams)         | 外野手         | 1987年指定           |
| 31   | ファーガソン・ジェンキンス (Ferguson Jenkins) | 投手           | 2009年指定           |
| 31   | グレッグ・マダックス (Greg Maddux)            | 投手           | 2009年指定           |
| 42   | ジャッキー・ロビンソン (Jackie Robinson)      | 二塁手         | 全球団共通の永久欠番 |

### 歴代監督
- シカゴ・カブスの歴代監督一覧

### 開幕投手
- シカゴ・カブスの開幕投手一覧（英語版）

### ドラフト指名選手
- シカゴ・カブスのドラフト1巡目指名選手一覧（英語版）

### 歴代所属日本人選手
- 福留孝介（2008 - 2011）
- 田口壮（2009）
- 藤川球児（2013 - 2014）
- 高橋尚成（2013）
- 和田毅（2014 - 2015）
- 川﨑宗則（2016）
- 上原浩治（2017）
- ダルビッシュ有（2018 - 2020）
- 鈴木誠也（2022 - ）
- 今永昇太（2024 - ）

## 記録
- シカゴ・カブスの球団記録一覧（英語版）

### 通算記録
- 打率: .336、リッグス・スティーブンソン（英語版） (Riggs Stephenson)、ビル・マドロック (Bill Madlock)
- 本塁打: 545、サミー・ソーサ (Sammy Sosa)
- 打点: 1879、キャップ・アンソン (Cap Anson)
- 盗塁: 400、フランク・チャンス (Frank Chance)
- 勝利: 201、チャーリー・ルート (Charlie Root)
- 奪三振: 2038、ファーガソン・ジェンキンス (Ferguson Jenkins)
- 防御率: 1.78、アルバート・スポルディング (Albert Spalding)
- セーブ: 180、リー・スミス (Lee Smith)

※2023年シーズン終了時点。

### シーズン記録
- 打率: .429 (1876年)、ロス・バーンズ (Ross Barnes)
- 本塁打: 66 (1998年)、サミー・ソーサ (Sammy Sosa)
- 打点: 191 (1930年)、ハック・ウィルソン (Hack Wilson)
- 盗塁: 154 (1896年)、ビル・ランゲ（英語版） (Bill Lange)
- 勝利: 53 (1885年)、ジョン・クラークソン (John Clarkson)
- 奪三振: 314 (1892年)、ビル・ハッチソン (Bill Hutchison)
- 防御率: 1.04 (1906年)、モーデカイ・ブラウン (Mordecai Brown)
- セーブ: 53 (1993年)、ランディ・マイヤーズ (Randy Myers)

※2023年シーズン終了時点。

## 傘下マイナーチーム
| クラス | チーム                                                             | 参加リーグ                                            | 提携   | 本拠地 |
| ------ | ------------------------------------------------------------------ | ----------------------------------------------------- | ------ | --- |
| AAA    | アイオワ・カブス Iowa Cubs                                         | インターナショナルリーグ International League         | 1981年 | アイオワ州デモイン プリンシパル・パーク                                                                   |
| AA     | テネシー・スモーキーズ Tennessee Smokies                           | サザンリーグ Southern League                          | 2007年 | テネシー州ノックスビル スモーキーズ・パーク                                                               |
| High-A | サウスベンド・カブス South Bend Cubs                               | ミッドウェストリーグ Midwest League                   | 2015年 | インディアナ州セントジョセフ郡サウスベンド フォー・ウインズ・フィールド・アット・コベレスキー・スタジアム |
| Low-A  | マートルビーチ・ペリカンズ Myrtle Beach Pelicans                   | カロライナリーグ Carolina League                      | 2015年 | サウスカロライナ州オリー郡マートルビーチ チケット・リターン・ドットコム・フィールド                       |
| Rookie | アリゾナ・コンプレックスリーグ・カブス Arizona Complex League Cubs | アリゾナ・コンプレックスリーグ Arizona Complex League | 1997年 | アリゾナ州メサ フィッチ・パーク                                                                           |
| Rookie | ドミニカン・サマーリーグ・カブス Dominican Summer League Cubs      | ドミニカン・サマーリーグ Dominican Summer League      | 1993年 | ドミニカ共和国 シウダー・デ・ベイスボル                                                                   |